# Лозни
Ло́зни — село в Україні, у Летичівській селищній громаді Хмельницького району Хмельницької області. Населення становить 85 осіб.

## Історія
7 (20) листопада 1917 року, відповідно до Третього Універсалу Української Центральної Ради, увійшло до складу Української Народної Республіки.
12 червня 2020 року, відповідно до розпорядження Кабінету Міністрів України № 727-р «Про визначення адміністративних центрів та затвердження територій територіальних громад Хмельницької області», увійшло до складу Летичівської селищної територіальної громади.
19 липня 2020 року, в результаті адміністративно-територіальної реформи та ліквідації Летичівського району, село увійшло до складу новоутвореного Хмельницького району.

## Відомі люди
У селі народилися: 
- Олександр Пантелійович Матіков (* 15 листопада 1907 — † 8 березня 1982, Київ ) — Герой Радянського Союзу.
- Вовкодав Володимир Петрович (* 15 грудня 1926 — † 4 березня 2012) — краєзнавець, історик, фольклорист.